# Тепловка (приток Большого Иргиза)
Тепловка — река в России, протекает в Саратовской и Самарской областях. Устье реки находится в 468 км от устья по левому берегу реки Большой Иргиз, в районе сёл Ломовка и Тепловка. Длина реки — 50 километров, из них 37 км — в Саратовской области. Площадь водосборного бассейна — 275 км².
Большую часть года река не имеет стока, поскольку перегорожена плотиной Тепловского водохранилища. Питание преимущественно снеговое.
На берегах реки расположены населённые пункты — посёлок Тепловский и сёла Тепловка, Ломовка и деревня Даниловка. Вдоль русла реки располагается каскад из 13 прудов, наиболее крупные из них — Даниловский, Медведевский, Майский, Новый, Водокачка, Тепловское водохранилище.

## Данные водного реестра
По данным государственного водного реестра России относится к Нижневолжскому бассейновому округу, водохозяйственный участок реки — Большой Иргиз от истока до Сулакского гидроузла. Речной бассейн реки — Волга от верхнего Куйбышевского водохранилища до впадения в Каспий.
Код объекта в государственном водном реестре — 11010001612112100009735.